# Petit lac Nominingue
Pour les articles homonymes, voir Nominingue (homonymie).
Le Petit lac Nominingue est un lac de la municipalité de Nominingue, dans la municipalité régionale de comté d'Antoine-Labelle, dans les Laurentides, au Québec, au Canada. Ce lac borde le sud du village de Nominingue.

## Toponymie
Le nom du lac provient de l'algonquin Onamani Sakaigan, Onamani étant devenu avec le temps Nominingue. Le mot signifie « vermillon » ou « ocre rouge ». Quant à l'adjectif petit, il sert à distinguer le lac du Grand lac Nominingue, situé à côté.

## Géographie
Le Petit lac Nominingue est situé au sud du village de Nominingue, au sud du Grand lac Nominingue. Le lac à une superficie de 6,54 km2 et une périmètre de 26,80 km. Il est à une altitude de 246 m. Il a une longueur de 6 km et une largeur de 3,2 km. Ses eaux s'écoulent dans le Grand lac Nominingue, qui se déverse lui même dans la rivière Nominingue sur une longueur de 4 km avant d'atteindre la rivière Rouge.

## Loisir
On rencontre deux plages publiques sur le Petit lac Nominingue, soit la plage junior du  camp Nominingue et la plage senior du  camp Nominingue.